# Bernhard VII. (Lippe)

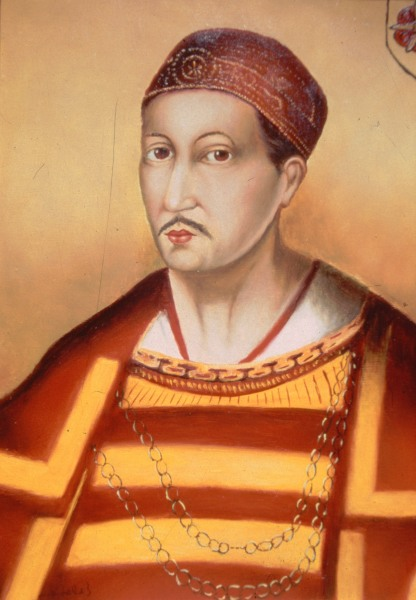
Bernhard VII. zur Lippe

Bernhard VII. zur Lippe (* 4. Dezember 1428; † 2. April 1511 in Lemgo) war von 1429 bis 1511 Landesherr der Grafschaft Lippe.
Wegen vieler blutiger Fehden, in die Bernhard verwickelt war, wurde er auch „Bellicosus“ (= der Kriegerische) genannt. Er war mit über 81 Jahren – davon 65 Jahre seit der Entlassung aus der Vormundschaft – der am längsten regierende Adlige Europas.

## Leben
Bernhard war der erste Sohn von Simon IV. zur Lippe und Margaretha von Braunschweig-Grubenhagen. Da sein Vater verstarb, als Bernhard noch kein Jahr alt war, stand er bis 1446 unter vormundschaftlicher Regierung seines Onkels Otto, danach unter der seines Großonkels, des Kölner Erzbischofs Dietrich II. von Moers, und dem von diesem eingesetzten Amtmann Johann von Möllenbeck.
Bernhard schloss 1444 mit dem Herzog Adolf von Kleve-Mark einen Vertrag, wonach er diesem die bis dahin verpfändete Stadt Lippstadt zur Hälfte abtrat. Zugleich wurde zwischen beiden Häusern ein Bündnis errichtet, das Bernhard in die sogenannte Soester Fehde mit dem Kölner Erzbischof Dietrich verwickelte. Letzterer rief 1447 ein böhmisches Heer zu Hilfe, das die lippischen Lande verwüstete und die Stadt Blomberg nahezu dem Erdboden gleichmachte, die Städte Lippstadt und Soest jedoch vergebens belagerte.
Nach der 1449 erfolgten Beilegung des Streites wohnte Bernhard zunächst auf der Burg Blomberg. 1468 wählte er Detmold, damals mit etwa 350 Einwohnern die kleinste unter den lippischen Städten, zu seiner ständigen Residenz. An den anschließenden Wiederaufbau des Schlosses erinnert unter anderem eine Inschrift im alten Schlossturm des Detmolder Schlosses mit der Jahreszahl 1470.
Bernhard focht seine Fehden mit wechselnden Gegnern und Verbündeten. So leistete er 1469 dem Landgrafen Ludwig II. von Hessen Beistand gegen dessen Bruder Heinrich III., war aber andererseits eine der wichtigsten Stützen seines Bruders Simon, des Fürstbischofs von Paderborn, gegen Landgraf Ludwig II. während der 1464 wegen der Burg Calenberg ausgebrochenen und bis 1471 dauernden Hessen-Paderbornischen Fehde.
Sein Grabmal und das seiner Frau befindet sich im Chor der Blomberger Klosterkirche, die bis 1769 Grabstätte der lippischen Edelherren blieb.
Bernhard war der letzte Edelherr, denn sein Sohn Simon erlangte 1528 als erster aus dem Hause zur Lippe die Grafenwürde.

## Nachkommen
Bereits am 15. September 1443, Bernhard war erst 14 Jahre alt, wurde mit dem Grafen Otto II. von Schauenburg und Holstein ein Ehevertrag geschlossen: Es wurde beurkundet, dass Bernhard innerhalb der kommenden fünf Jahre Ottos Tochter Anna heiraten und mit ihr auf seinem Schloss Brake wohnen sollte. Ebenso vermachte er seiner Braut das Schloss als möglichen Witwensitz.
Aus der Ehe mit Anna († 23. September 1495) gingen folgende Kinder hervor:
- Anna zur Lippe (* um 1450), verheiratet mit Otto VI., Graf von Hoya, dann mit Johann II., Graf von Nassau-Beilstein
- Margarethe zur Lippe (* um 1452), verheiratet mit Johann I., Graf von Rietberg
- Elisabeth zur Lippe (* um 1460), verheiratet mit Johann II., Graf von Spiegelberg, dann mit Rudolf VII. von Diepholz
- Ermengarda zur Lippe (* um 1460; † 24. August 1524), verheiratet mit Graf Jobst I. von Hoya (1466–1507)
- Simon V. zur Lippe (* 1470), verheiratet mit Walburga von Bronckhorst, dann mit Magdalene von Mansfeld Mittelort
- Bernhard zur Lippe

Daneben hatte Bernhard mindestens zwölf illegitime Kinder von drei Konkubinen.
- Kinder mit der ersten Konkubine NN:

Elisabeth von der Lippe
Johann von der Lippe
- Kinder mit der zweiten Konkubine Ilse NN:

Petronella von der Lippe
Frederich (w) von der Lippe
Walburg von der Lippe
Bernhard von der Lippe
Anton von der Lippe
Simon von der Lippe
Vincenz von der Lippe
Bartold von der Lippe
Erich von der Lippe
- Kind mit der dritten Konkubine NN Budde:

Niggehus von der Lippe
Bis zum Stichdatum 1700 sind aus allen Beziehungen Bernhards rund 250 Nachfahren bekannt.